# Ischyja dispar
Ischyja dispar là một loài bướm đêm trong họ Noctuidae.